# Autorretrato (Lynne Curran)
Autorretrato é uma obra da artista Lynne Curran conservada na prestigiosa Galeria dos Autorretratos da Galeria Uffizi, em Florença.

## Introito
O autorretrato de Lynne Curran, datado de 2013 e atualmente incorporado à coleção da Galleria degli Uffizi, representa não apenas uma obra de natureza autobiográfica, mas um gesto político e estético de revalorização da arte têxtil no interior das narrativas canônicas da história da arte. Executada em seda, linho, lã e algodão, esta peça reivindica para a tapeçaria — tradicionalmente marginalizada como ofício doméstico — o estatuto de arte maior, ao mesmo tempo que inscreve a subjetividade da artista em uma prática processual, artesanal e simbólica. Nas palavras do próprio site institucional da Galleria degli Uffizi:

“The same red thread she uses to weave her carpets is also the thread with which she 'sews' herself” (Uffizi, 2025).

A presença desta obra em um museu cuja fundação está profundamente associada à legitimação do grande estilo renascentista europeu, é indicativa de um processo mais amplo de revisão curatorial e crítica, que tem buscado contemplar vozes historicamente subalternizadas — notadamente as de mulheres artistas. Como observa Griselda Pollock, a presença feminina nas instituições museológicas ocidentais foi, durante séculos, “permitida apenas enquanto objeto de representação, raramente como sujeito produtor de formas”. A inclusão do autorretrato de Curran, no contexto do projeto "Uffizi al Femminile", reflete justamente o esforço de desmantelar essas estruturas hegemônicas.
A escolha do suporte têxtil é aqui absolutamente central. Em sua seminal obra The Subversive Stitch (1984), Rozsika Parker sustenta que bordado, tapeçaria e outras formas de arte têxtil foram construídas, ao longo da modernidade ocidental, como atividades "menores", marcadas pelo signo do feminino, da domesticidade e do silêncio. Para Parker, tais práticas foram “alocadas fora da arte e, por conseguinte, fora da história”. Curran, entretanto, opera uma inflexão crítica nesse legado: ao "tecer-se" com os fios que constituem sua prática artística cotidiana, transforma a matéria em enunciação de si — em autorrepresentação simbólica, em autorretrato técnico e conceitual.
No campo específico da arte têxtil contemporânea, esta operação se alinha às proposições de autoras como T’ai Smith, que, em Bauhaus Weaving Theory: From Feminine Craft to Mode of Design, reavalia o legado da tecelagem na Bauhaus não como prolongamento do decorativo, mas como experiência formal e teórica. Smith argumenta que “a superfície têxtil, por sua própria estrutura entrelaçada, implica uma concepção complexa de espaço e tempo, de repetição e diferença, que desafia as categorias modernistas do pictórico e do escultórico”. Curran parece levar essa noção ao seu ápice ao entrelaçar as fronteiras entre suporte, imagem e corpo, desfazendo a distância entre sujeito e objeto.
Ao escolher não representar a si mesma por meio de meios pictóricos convencionais, mas por meio da fatura e do entrelaçamento das fibras, Curran adota uma estética do trabalho contínuo e repetitivo, que evoca o tempo longo do fazer manual e resiste à lógica do instantâneo, característica das imagens fotográficas e digitais. Como indica Julia Bryan-Wilson, em Fray: Art and Textile Politics (2017), “os têxteis carregam em si uma temporalidade própria, que desafia a velocidade da modernidade e impõe outro ritmo ao olhar e à produção”. Tal temporalidade está visceralmente presente no autorretrato, onde o ato de costurar e o gesto de se representar coincidem — há, portanto, uma poética do labor e do cuidado inscrita na obra.
A moldura esculpida por David Swift, companheiro de Curran, remete à tradição da pintura devocional medieval, sugerindo um paralelismo entre o gesto artístico e o ritual sacro. Neste sentido, pode-se invocar a noção de "corpografia" desenvolvida por Amelia Jones, segundo a qual a arte autobiográfica contemporânea, sobretudo quando realizada por mulheres, tende a operar menos por autorrepresentações visuais do corpo e mais por gestos materiais e conceituais que o evocam. O corpo de Curran está ausente enquanto figura, mas presente em cada ponto, em cada fibra: é ali refeito, reiterado, "costurado" como imagem e como ação.
Este autorretrato têxtil dialoga, por fim, com uma genealogia de práticas femininas que empregam a fibra como resistência crítica. A obra se aproxima da produção de artistas como Sheila Hicks, Anni Albers ou Magdalena Abakanowicz, cuja importância tem sido crescentemente reconhecida como constitutiva do campo expandido da arte contemporânea. A autora portuguesa Maria Teresa Cruz, ao comentar a reinserção das práticas têxteis no discurso artístico contemporâneo, afirma que “os fios, os tecidos, os nós e as dobras passaram a articular não só o sentido da memória e da tradição, mas também o da subjetividade e da agência”.
O autorretrato de Curran, portanto, condensa múltiplos registros: é autobiográfico, mas também político; artesanal, mas conceitual; devocional, mas profundamente crítico. Sua inclusão no acervo dos Uffizi, tradicionalmente dedicado à pintura renascentista, adquire uma força simbólica renovada, pois explicita a tensão entre tradição e ruptura que estrutura a arte das mulheres no século XXI.

## Análise Formal e Iconográfica: Trama, Silêncio e Presença
O autorretrato de Lynne Curran, realizado em 2013, desvia-se propositadamente das convenções representacionais do autorretrato ao se enraizar em uma poética da matéria e da repetição. Em vez de recorrer à fisionomia, a artista opta por se inscrever simbolicamente no plano da tapeçaria, investindo na operação do fazer como forma de autorreflexão silenciosa e meditativa. Como já propunha Maurice Merleau-Ponty, “a obra é o gesto tornado visível”; aqui, a presença da artista manifesta-se através da pulsação rítmica do fio, do tempo acumulado em cada ponto e do silêncio tenso da superfície têxtil.
O uso deliberado da cor vermelha — que ocupa a faixa central da composição — funciona, conforme destacado pela própria Galleria degli Uffizi, como uma espécie de sutura simbólica da artista a si mesma, citada acima. Esta metáfora do fio costurando o eu remete a uma tradição arquetípica do feminino, onde o ato de tecer é uma linguagem ancestral de resistência, subjetividade e inscrição simbólica do tempo. Rozsika Parker já observava que “a costura tem sido simultaneamente um símbolo da obediência feminina e um veículo clandestino de rebelião”. Curran, nesse contexto, opera nessa ambivalência: subverte o silêncio do meio têxtil conferindo-lhe densidade ontológica e autonomia expressiva.
Formalmente, a tapeçaria articula planos verticais entrelaçados, sem figuração direta, em uma linguagem abstrata que convoca associações mais próximas da pintura moderna do que da tradição ornamental do tecido. Como observa Griselda Pollock, “o espaço da arte têxtil feminina é um lugar de deslocamento, onde a estética moderna e as práticas domésticas se entrelaçam em novas configurações simbólicas”. A tapeçaria de Curran manifesta este deslocamento: entre arte e ofício, entre silêncio e presença, entre invisibilidade e monumentalidade.
Neste jogo visual, a obra afirma-se como metonímia do corpo ausente, como presença diluída e convertida em textura. Tal leitura alinha-se à noção de “escrita do corpo” proposta por Hélène Cixous em Le rire de la Méduse (1975), quando afirma que “a mulher deve escrever a si mesma: deve escrever sobre o corpo, que é ao mesmo tempo seu e o Outro”. Curran escreve-se não com palavras, mas com fios. A costura, a tapeçaria, o entrelaçamento são suas orações, suas pausas, seus silêncios expressivos.
A ausência de figuração literal amplia o alcance simbólico da obra, remetendo ao que Aby Warburg nomeava de Nachleben — a sobrevivência das formas —, pois a tapeçaria de Curran evoca arquétipos ancestrais da arte votiva, dos ícones bizantinos, dos painéis devocionais. Isso é reforçado pelo uso da moldura esculpida por David Swift, que remete diretamente à linguagem da arte sacra medieval. A moldura, como aponta Georges Didi-Huberman, “não é apenas o contorno de uma imagem, mas o dispositivo que a vincula ao sagrado, à contemplação e à memória”. Neste contexto, o autorretrato torna-se objeto de meditação, não de contemplação estética tradicional, mas de leitura simbólica e experiencial.
A abordagem de Curran inscreve-se também na tradição da arte conceitual têxtil do século XX, que teve em figuras como Magdalena Abakanowicz e Sheila Hicks expoentes de uma linguagem matérica carregada de corporalidade e gesto. Como escreve Amelia Jones, “o autorretrato contemporâneo frequentemente desloca o rosto em favor do rastro, da marca deixada pela presença e pelo fazer”. A tapeçaria de Curran é esse rastro — o que resta do gesto e do tempo incorporado ao tecido.
Por fim, deve-se considerar que a própria temporalidade da obra — construída ponto a ponto, em ritmo lento e contemplativo — desafia o regime de velocidade e superficialidade da cultura visual contemporânea. Neste sentido, Curran resgata a noção de kairos (tempo oportuno), substituindo a aceleração cronológica pelo tempo ético do fazer. Como enfatiza Tim Ingold, “tecer é pensar com as mãos, é entrar em ressonância com o ritmo das coisas”. A obra de Curran é, pois, um autorretrato da resistência: da escuta do tempo, da permanência da forma, da delicadeza como gesto político.

## Contexto Histórico e Curatorial: O Lugar do Têxtil na História da Arte e nas Uffizi
A presença do autorretrato (2013) de Lynne Curran na Galleria degli Uffizi — uma das instituições mais emblemáticas do cânone artístico ocidental — constitui não apenas um gesto de reconhecimento individual, mas um realinhamento epistemológico dos discursos curatoriais e históricos em relação à arte têxtil. Por séculos, os tecidos, bordados e tapeçarias foram relegados à categoria de “artes menores” ou “artes aplicadas”, posição profundamente enraizada em paradigmas hierárquicos eurocêntricos e patriarcais que privilegiavam a pintura e a escultura como veículos de expressão artística superior.
Como enfatiza Glenn Adamson, “a distinção entre arte e artesanato, estabelecida com força particular no século XVIII, serviu para marginalizar práticas profundamente corporificadas e tradicionalmente femininas como a tecelagem, sob a rubrica do ‘decoração’”. É nesse sentido que a inserção da obra de Curran na exposição virtual ¨Uffizi al Femminile¨ (2021–2025) deve ser compreendida como um gesto político e crítico: um reposicionamento do têxtil como linguagem estética legítima, e da artista mulher como sujeito epistemológico e produtor de história visual.
Lynne Curran, nascida em Newcastle (Reino Unido) em 1954 e radicada na Toscana desde 1972, insere-se em uma tradição de tecelãs contemporâneas que desafiam os limites entre arte e artesanato, tradição e modernidade, como Magdalena Abakanowicz, Olga de Amaral, Sheila Hicks e Jagoda Buić. Como aponta Catherine de Zegher, “essas artistas reformulam as práticas tradicionais de forma não apenas estética, mas epistemológica, propondo modos outros de habitar o tempo, o gesto e o espaço”.
A curadoria da Galleria degli Uffizi, ao incluir Curran entre as artistas do projeto Uffizi al Femminile, articula uma crítica museológica que se alinha às correntes revisionistas da história da arte. Tal escolha curatorial não é apenas simbólica, mas estrutural: reintroduz a tecelagem como veículo de subjetividade e agência, rompendo com a tradição iconográfica do autorretrato exclusivamente pictórico ou fotográfico.
Do ponto de vista histórico, a marginalização do têxtil como meio artístico tem raízes profundas na separação moderna entre razão e corpo, mente e mão. Como escreveu Julia Bryan-Wilson, “o trabalho têxtil tem sido reiteradamente excluído das narrativas modernistas, não por falta de inovação formal, mas por seu vínculo histórico com a domesticidade e com a feminilidade disciplinada”. Curran subverte essa lógica não apenas ao trabalhar com materiais têxteis, mas ao transformar esse meio em lugar de autorrepresentação e crítica silenciosa.
Nesse sentido, o reconhecimento de sua obra por parte das Uffizi é parte de um movimento mais amplo que vem ocorrendo em instituições museológicas de grande porte, como o MoMA (Taking a Thread for a Walk, 2019), o Victoria & Albert Museum (The Fabric of India, 2015), e a Bienal de Veneza (The Milk of Dreams, 2022), que vêm revalorizando o papel do têxtil na constituição da modernidade artística. A curadoria da Uffizi, ao incluir Curran nesse contexto, sinaliza uma reorientação crítica, ecoando os chamados por uma história da arte mais inclusiva, como defendido por Linda Nochlin em seu ensaio clássico Why Have There Been No Great Women Artists?, no qual ela denunciava as barreiras estruturais ao reconhecimento da produção artística feminina.
Vale ressaltar que Curran também inscreve sua prática em um campo expandido da tapeçaria contemporânea, onde a noção de autorretrato adquire dimensões materiais e simbólicas, não necessariamente dependentes da figuração. Conforme observa Elissa Auther, “a arte têxtil contemporânea lida com o corpo por meio da ausência, da inscrição rítmica e do trabalho acumulado, que são modos de resistência à espetacularização visual”. O autorretrato de Curran é paradigmático nesse sentido: nele, o corpo se desfaz como forma para se constituir como processo.
Por fim, a moldura escultórica criada por David Swift, artista e companheiro de Curran, confere à obra um aspecto quase devocional, ampliando seu diálogo com as tradições artísticas do Renascimento florentino, ao mesmo tempo que atualiza a ideia de relicário. Este gesto ecoa o pensamento de Georges Didi-Huberman, para quem “a moldura pode ser um dispositivo de sacralização do banal”. Ao ser moldurada em madeira esculpida e fixada na parede como uma pintura, a tapeçaria é reinserida no espaço museológico em igualdade de condições visuais com as grandes obras da pintura histórica.